# NGC 7457
NGC 7457 је елиптична галаксија у сазвежђу Пегаз која се налази на NGC листи објеката дубоког неба.
Деклинација објекта је + 30° 8' 41" а ректасцензија 23h 0m 59,8s. Привидна величина (магнитуда) објекта NGC 7457 износи 11,0 а фотографска магнитуда 12,0. Налази се на удаљености од 12,375 милиона парсека од Сунца. NGC 7457 је још познат и под ознакама UGC 12306, MCG 5-54-26, CGCG 496-32, PGC 70258.